# Torralbilla
Torralbilla (aragónul Torralbiella) község Spanyolországban,  Zaragoza tartományban. Torralbilla Codos, Mainar, Retascón és Langa del Castillo községekkel határos. Lakosainak száma 40 fő (2024).

## Népesség
A település népessége az utóbbi években az alábbiak szerint változott:
| Lakosok száma | 83   | 71   | 71   | 66   | 56   | 57   | 57   | 55   | 51   | 40   |
|               | 2001 | 2004 | 2007 | 2009 | 2012 | 2014 | 2017 | 2019 | 2022 | 2024 |